# Donai
Donai is een plaats (freguesia) in de Portugese gemeente Bragança en telt 416 inwoners (2001).